# Johann Heinrich Brinkmann
Johann Heinrich Brinkmann (* 20. Juni 1794 in Oesterweg, Gemeinde Versmold, Westfalen; † 24. Juni 1848) war ein deutscher Orgelbauer.

## Leben
Brinkmann erhielt seine Ausbildung bei Melchior Vorenweg in Münster und ließ sich 1819 als selbstständiger Orgelbauer in Herford nieder. Er reparierte im gleichen Jahr die Orgel in der Marienkirche in Lemgo und stellte in der dortigen katholischen Kirche zwischen 1825 und 1828 ein neues Orgelwerk auf.
Ab 1829 wurde er auch im Emsland tätig, die Orgel in der Bonifatiuskirche von Lingen stellt einen Höhepunkt seines Schaffens dar.
1840 erhielt er den Auftrag für den Neubau einer Orgel für die Kirche St. Ursula in Köln, wohin er 1841 von Herford übersiedelte. Da er sich dort jedoch gegen seinen Konkurrenten Engelbert Maaß  nicht behaupten konnte, musste er in größerem Umfang Arbeiten im Kölner Umland übernehmen. Dazu gehörte 1843 auch die Ausführung der Orgel für die katholische Pfarrkirche St. Georg in Frauenberg (heute zu Euskirchen gehörend).
Brinkmann nahm jedoch zu viele Aufträge, die er dann nicht sorgfältig genug ausführen konnte. Die Orgel von St. Ursula zeigte sich als so mangelhaft, dass sie bereits nach zwanzig Jahren ersetzt werden musste. Der Kirchenvorstand einer Kirche in Sieglar (heute zu Troisdorf gehörend) erwog wegen eines unzureichenden Orgelneubaus sogar gerichtliche Schritte gegen ihn, zu denen es jedoch wegen seines Todes am 24. Juni 1848 nicht mehr kam.